# Đạp đùi

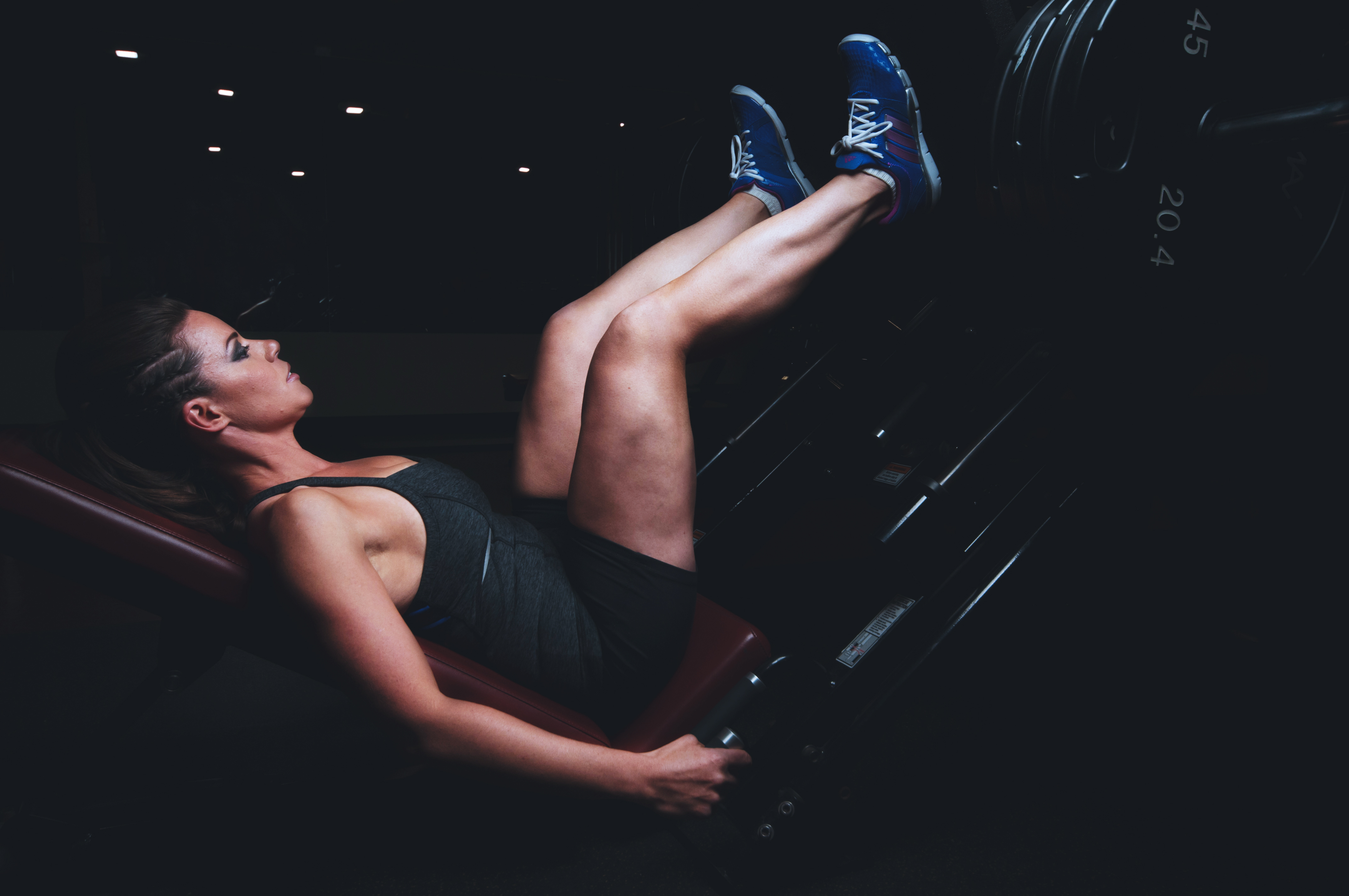
Một động tác đạp đùi

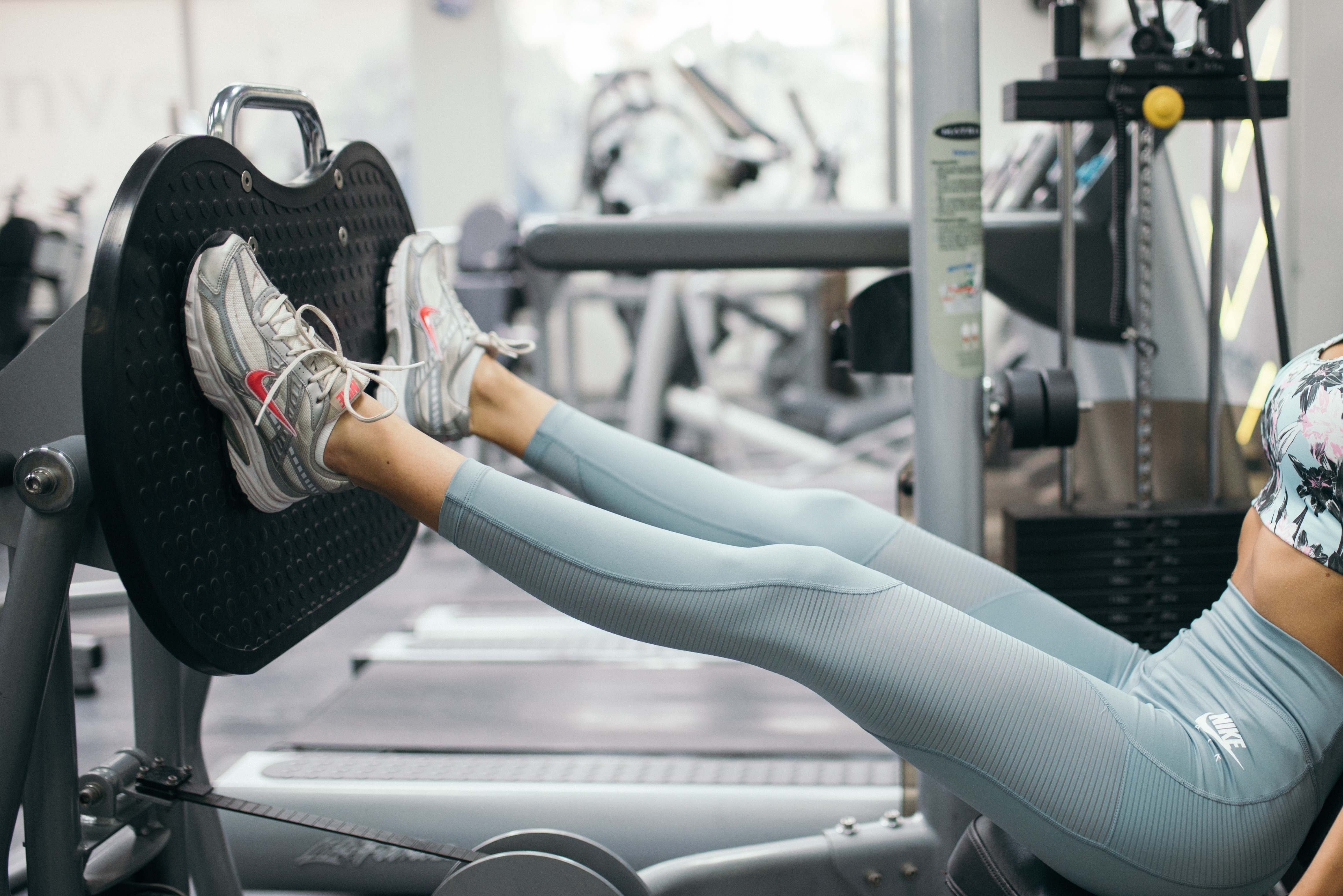
Động tác duỗi chân đẩy thẳng vào máy

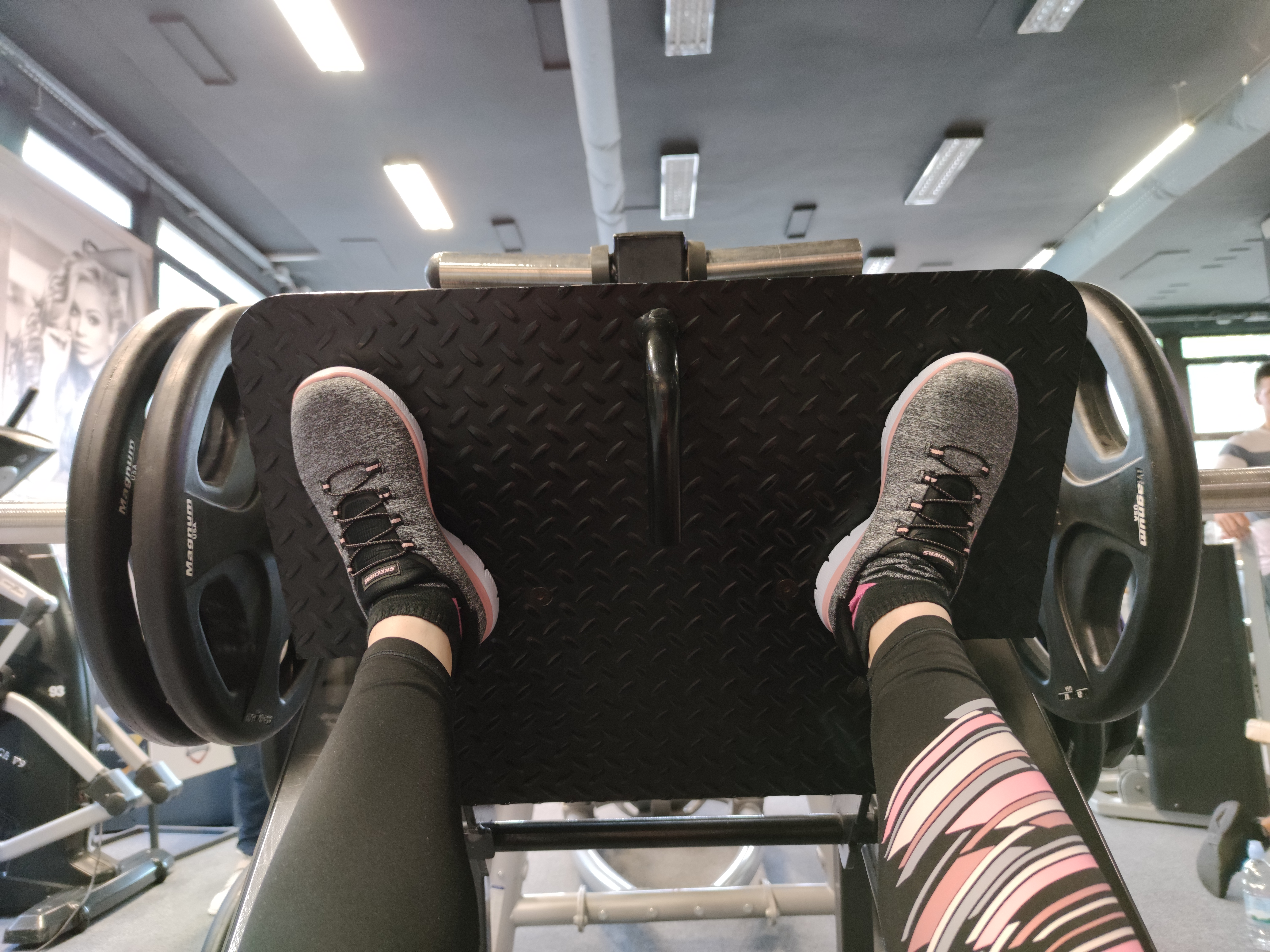
Chân đạp vào bàn đạp có chứa tạ ở trên

Đạp đùi hay đẩy chân (Leg press) là một bài tập tập tạ trong đó người tập sẽ dùng đôi chân dồn sức đẩy một vật nặng (bàn đạp có chứa tạ) hoặc kháng lực (lực cản) ra xa. Thuật ngữ máy tập đạp chân (Leg press machine) đề cập đến thiết bị được sử dụng để thực hiện bài tập này. Tác dụng chính của bài tập này là phát triển các nhóm cơ bắp chân, cơ đùi, cơ mông. Ngoài ra, nó còn tác động đến cả những nhóm cơ phụ như cơ đùi sau. Bài tập đạp đùi có thể được sử dụng để đánh giá sức mạnh toàn thân dưới của vận động viên (từ cơ mông lớn đến cơ bắp chân dưới). Bài tập này có thể giúp tăng cường sức mạnh chân dưới cùng với bài tập squat (ngồi xổm đẩy tạ). Bài tập đạp đùi cần đến sự hỗ trợ của máy tập tạ. Máy tập đạp chân là một trong những thiết bị chuyên dụng trong phòng gym, cung cấp các bài tập cho đôi chân, tác động tới cơ bắp chân, cơ đùi và cơ mông hiệu quả.
Tập đúng cách sẽ giúp các phần cơ được kích thích, phát triển và nâng cao sức mạnh chi dưới. Nếu thực hiện đúng cách, động tác đạp đùi nghiêng có thể giúp đầu gối có thể chịu được mức tạ nặng hơn nhưng mặt khác, nó cũng có nguy cơ gây ra chấn thương nghiêm trọng vì đầu gối bị khóa có thể uốn cong theo hướng sai trong suốt quá trình tập luyện. Bài tập có thể được thực hiện theo nhiều biến thể, ví dụ như tập đạp với một chân, hoặc gắn dây vào máy tập đạp đùi. Khi tập, người dùng điều chỉnh mức tạ phù hợp với khả năng của bản thân. Ở tư thế nằm dốc lên, chân đạp vào bàn đạp có chứa tạ ở phía trên. Khi vào bài tập cần lựa chọn mức tạ phù hợp với cơ thể, tránh sử dụng tạ quá nặng.
Khi vào máy thì điều quan trọng cần lưu ý là phải biết điều chỉnh đệm lưng phù hợp tương ứng với thể trạng để đẩy bàn đạp. Điểm tựa lưng càng thấp thì tương ứng với phạm vi di chuyển của cơ bắp càng nhiều hơn và ngược lại. Tuy nhiên, khi hạ điểm đệm lưng thấp nhất, ngồi vào ghế tập, lưng tựa sát vào đệm lưng. Để thẳng người và mắt nhìn phía trước, đặt hai chân lên bàn đạp của máy. Hai tay nắm phần tay cầm của máy, cạnh vị trí ghế ngồi và chân để thẳng nhưng không để thẳng tuyệt đối, vẫn có độ cong chân vừa phải. Tháo chốt an toàn của máy tập đạp chân, hít vào và siết chặt cơ mông, cơ đùi rồi dồn hết lực đẩy bàn đạp ra thật xa. Từ từ hạ chân xuống để đùi và chân tạo thành góc 90 độ. Giữ vị trí đó trong 1 giây. Tập trung vào cơ đùi, cơ bắp chân, cơ mông và từ từ đẩy máy lên vị trí cũ. Thở ra và giữ vị trí đó trong 1 giây. Lặp lại các động tác để tiếp tục bài tập và thực hiện từ 10-15 lần/hiệp.